# Canal+ Now
Canal+ Now – polskojęzyczna stacja telewizyjna, której nadawcą jest Canal+ Polska S.A., jeden z dwunastu dostępnych w Polsce kanałów spod znaku francuskiej sieci Canal+. Kanał został uruchomiony 15 sierpnia 2017r.

Logo kanału podczas transmisji w 4K

Kanał powstał z przekształcenia tzw. kanału Sport 38, okazyjnie nadającego wydarzenia sportowe, które ze względu na brak miejsca w ramówkach głównych kanałów nadawcy nie mogły być na nich nadawane na żywo. Canal+ Now pozostaje kanałem nadającym okazjonalnie.
Od 21 listopada 2017r. do 15 maja 2018r. oferta kanału była wzbogacona w transmisje w jakości 4K.